# 소서리안
《소서리안》은 니혼 팔콤이 제작한 1987년 액션 롤플레잉 게임이다. 《드래곤 슬레이어》 시리즈의 다섯 번째 작품으로, 일본 컴퓨터 플랫폼 PC-8801, PC-9801 및 샤프 X1용으로 개발돼 출시됐다.
횡스크롤 방식의 액션 RPG 게임플레이 형태를 취하며, 플레이어가 최초에 10명의 캐릭터를 생성한 후 최대 4명을 포함할 수 있는 파티를 한꺼번에 조종하는 것이 특징이다. 캐릭터마다 다양한 종류의 종족 및 직업을 지정해 각각 캐릭터에 맞는 능력치와 착용가능 장비를 조정할 수 있다. 최초판에서 플레이어가 임의로 선택할 수 있는 15개의 '시나리오'가 주어져, 시나리오를 완수할 때마다 캐릭터의 나이가 많아져 종족마다 지정된 수명 이후부터는 사망할 수 있다. 일부 플랫폼판에선 확장팩을 통해 추가 시나리오를 플레이할 수 있다.
컴퓨터판 발매 후 여러 플랫폼으로 이식됐다. 1990년에 세가가 개발한 메가 드라이브판이 발매됐으며 1992년에 JVC 켄우드 빅터 엔터테인먼트가 개발한 PC 엔진 CD판이 출시됐다. 북미 지역에서 MS-DOS 이식판이 1990년에 출시됐다.

## 반응
1990년 출시된 메가 드라이브판의 경우 일본 잡지 〈패미통〉에서 평점 27/40점을 기록했다.

### 여파
플래티넘게임즈가 《스케일바운드》를 개발하던 중 게임 디자이너 가미야 히데키는 개발에 영향을 준 게임들로 《하이드라이드 3》와 함께 이 게임을 꼽았다. 《소서리안》의 판타지 배경, 거대한 괴물, 다양한 시나리오, 열린 가능성과 게임 내 경험할 수 있는 무한한 모험들에 영향을 받았다고 한다.

## 참조

### 내용주
1. ↑  영어: Sorcerian, 일본어: ソーサリアン